# باراكودا الزعنفة السوداء
باراكودا الزعنفة السوداء أو عقام أسود الزعنفة (الاسم العلمي:  Sphyraena genie) هو نوع من أنواع أسماك الباراكودا (العقام). يتواجد نوع الباراكودا هذا في أجزاء معينة من مناطق المحيط الهادي-الهندي، ويتواجد أيضًا في أجزاء معينة من المناطق المتواجدة غرب المحيط الهادئ.